# Bryopteris diffusa
Bryopteris diffusa là một loài Rêu trong họ Lejeuneaceae. Loài này được (Sw.) Nees mô tả khoa học đầu tiên năm 1845.